# Greystones
Greystones (in het Iers-Gaelisch Na Clocha Liatha) is een plaats in het noorden van het Ierse graafschap Wicklow. De stad ligt aan de voet van de Wicklow Mountains in het westen en in het oosten ligt de Ierse Zee. In het noorden wordt de grens met het graafschap Dublin gevormd door Bray Head, een rotsmassief nabij de stad Bray. Sinds 1999 is Greystones vanuit Dublin te bereiken met het stadsspoor van de Dublin Area Rapid Transit. Vanaf het station vertrekt ieder half uur een trein. 
In de jaren zeventig werden veel nieuwbouwprojecten uitgevoerd en ontwikkelde Greystones zich tot belangrijke forenzenstad voor mensen die in Dublin werken. Het is hierdoor na Bray de grootste stad van het graafschap geworden.

## Bekende (ex-)inwoners
Van oudsher heeft de stad een zekere aantrekkingskracht uitgeoefend op schilders, schrijvers en andere creatief ingestelde mensen. Marten Toonder en zijn vrouw hebben lang in Greystones gewoond. Ook Ronnie Drew (ex-The Dubliners), Brian McFadden (ex-Westlife), zijn vrouw Kerry Katona (ex-Atomic Kitten) en de schrijver J.P. Donleavy hebben hier gewoond.

## Schierhomoniem
Vrijwel dezelfde plaatsnaam, maar dan in het enkelvoud, is An Clochán Liath.

## Geboren
- Simon Harris (1986), Iers premier